# Оменуке Мфулу
Оменуке Мфулу (фр. Omenuke Mfulu, нар. 20 березня 1994, Пуассі, Франція) — конголезький футболіст, опорний півзахисник іспанського клубу «Депортіво» (Ла-Корунья) та національної збірної ДР Конго.

## Ігрова кар'єра

### Клубна
Оменуке Мфулу народився у передмісті Парижа у містечку Пуассі. Займатися футболом починав у молодіжний командах французьких клубів «Страсбур» та «Лілль».
У складі останнього футболіст був внесений до заявки основного складу але так і не зіграв в першій команді. А у 2013 році перейшов до клубу Ліги 1 «Реймс». Дебют Мфулу на професійному рівні відбувся у матчі чемпіонату Франції проти «Ніцци» 22 листопада 2014 року. У 2017 році Мфулу приєднався до столичного клубу «Ред Стар», з яким виграв Національний чемпіонат та підвищився до Ліги 2.
Влітку 2019 року на правах вільного агента футболіст перебрався до Іспанії, де насиупні два сезони провів у клубі «Ельче». А влітку 2021 року підписав дворічний контракт з клубом «Лас-Пальмас», з яким у першому ж сезоні посів друге місце у Сегунді і новий сезон почав як гравець Прімери. Дебютну гру у вищому іспанському дивізіоні Мфулу провів 12 серпня 2023 року у домашньому матчі проти «Мальорки».
5 серпня 2024 року підписав контракт на два роки з клубом «Депортіво» (Ла-Корунья).

### Збірна
З 2012 по 2014 роки Оменуке Мфулу виступав за молодіжну збірну ДР Конго.
У жовтні 2020 року у товариському матчі проти команди Буркіна-Фасо Оменуке Мфулу дебютував у складі національної збірної ДР Конго. Був внесений в зяавку національної збірної для участі у Кубку африканських націй у січні 2024 року.

## Статистика виступів

### Статистика виступів за збірну
Станом на 10 лютого 2024 року
| Дата      | Місто       | Господарі    | Результат               | Гості    | Турнір                                             | Голи | Примітки |
| --------- | ----------- | ------------ | ----------------------- | -------- | -------------------------------------------------- | ---- | -------- |
| 9-10-2020 | Ель-Джадіда | Буркіна-Фасо | 3 – 0                   | ДР Конго | товариський матч                                   | -    | 52'      |
| 14-6-2023 | Дуала       | ДР Конго     | 1 – 0                   | Уганда   | товариський матч                                   | -    |          |
| 18-6-2023 | Франсвіль   | Габон        | 0 – 2                   | ДР Конго | Відбір до Кубка африканських націй 2023            | -    | 65'      |
| 9-9-2023  | Кіншаса     | ДР Конго     | 2 – 0                   | Судан    | Відбір до Кубка африканських націй 2023            | -    | 90'      |
| 12-9-2023 | Совето      | ПАР          | 1 – 0                   | ДР Конго | товариський матч                                   | -    | 72'      |
| 24-1-2024 | Корого      | Танзанія     | 0 – 0                   | ДР Конго | Кубок африканських націй 2023 - груповий етап      | -    | 87'      |
| 10-2-2024 | Абіджан     | ПАР          | 0 – 0 д.ч. (6 - 5 п.п.) | ДР Конго | Кубок африканських націй 2023 - матч за 3-тє місце | -    | 46'      |
| Усього    |             | Матчів       | 7                       |          | Голів                                              | 0    |          |